# نوندا (داکوتای جنوبی)
نوندا(به انگلیسی: Nunda) شهری در ایالت داکوتای جنوبی کشور ایالات متحده آمریکا است که جمعیت آن در سرشماری سال ۲۰۱۰ میلادی، ۴۳ نفر بوده‌است.